# Éric Bélanger
Éric Bélanger, född 16 december 1977 i Sherbrooke, Québec, är en kanadensisk före detta professionell ishockeyspelare som avslutade sin karriär i Avtomobilist Jekaterinburg i Kontinental Hockey League (KHL). Han har tidigare representerat Carolina Hurricanes, Atlanta Thrashers, Minnesota Wild, Washington Capitals, Phoenix Coyotes och Edmonton Oilers i NHL.
Bélanger valdes av Los Angeles Kings som 96:e spelare totalt i 1996 års NHL-draft.
Den 4 juli 2013 valde Oilers att köpa ut Bélanger från sitt kontrakt till en kostnad av $833,333, som kommer betalas ut över de kommande två åren.

## Klubbar
- Beauport Harfangs, 1994–1997
- Océanic de Rimouski, 1996–1997
- Fredericton Canadiens, 1997–1998
- Long Beach Ice Dogs, 1998
- Springfield Falcons, 1998–1999
- Lowell Lock Monsters, 1999–2001
- Los Angeles Kings, 2000–2006
- HC Bolzano, 2004–2005 (Lockout)
- Carolina Hurricanes, 2006–2007
- Atlanta Thrashers, 2006–2007
- Minnesota Wild, 2007–2010
- Washington Capitals, 2009–2010
- Phoenix Coyotes, 2010–2011
- Edmonton Oilers, 2011–2013
- Avtomobilist Jekaterinburg, 2013

## Statistik

### Klubbkarriär
| 1994–95    | Beauport Harfangs          | QMJHL      | 71  | 12  | 28  | 40  | 24  | 18 | 5  | 9  | 14 | 25 |
| 1995–96    | Beauport Harfangs          | QMJHL      | 59  | 35  | 48  | 83  | 18  | 20 | 13 | 14 | 27 | 6  |
| 1996–97    | Beauport Harfangs          | QMJHL      | 31  | 13  | 37  | 50  | 30  | —  | —  | —  | —  | —  |
| 1996–97    | Rimouski Océanic           | QMJHL      | 31  | 26  | 41  | 67  | 36  | —  | —  | —  | —  | —  |
| 1997–98    | Fredericton Canadiens      | AHL        | 56  | 17  | 34  | 51  | 28  | 4  | 2  | 1  | 3  | 2  |
| 1998–99    | Long Beach Ice Dogs        | IHL        | 1   | 0   | 0   | 0   | 0   | —  | —  | —  | —  | —  |
| 1998–99    | Springfield Falcons        | AHL        | 33  | 8   | 18  | 26  | 10  | 3  | 0  | 1  | 1  | 2  |
| 1999–00    | Lowell Lock Monsters       | AHL        | 65  | 15  | 25  | 40  | 20  | 7  | 3  | 3  | 6  | 2  |
| 2000–01    | Lowell Lock Monsters       | AHL        | 13  | 8   | 10  | 18  | 4   | —  | —  | —  | —  | —  |
| 2000–01    | Los Angeles Kings          | NHL        | 62  | 9   | 12  | 21  | 16  | 13 | 1  | 4  | 5  | 2  |
| 2001–02    | Los Angeles Kings          | NHL        | 53  | 8   | 16  | 24  | 21  | 7  | 0  | 0  | 0  | 4  |
| 2002–03    | Los Angeles Kings          | NHL        | 62  | 16  | 19  | 35  | 26  | —  | —  | —  | —  | —  |
| 2003–04    | Los Angeles Kings          | NHL        | 81  | 13  | 20  | 33  | 44  | —  | —  | —  | —  | —  |
| 2004–05    | Bolzano HC                 | Serie A    | 12  | 13  | 10  | 23  | 20  | —  | —  | —  | —  | —  |
| 2005–06    | Los Angeles Kings          | NHL        | 65  | 17  | 20  | 37  | 62  | —  | —  | —  | —  | —  |
| 2006–07    | Carolina Hurricanes        | NHL        | 56  | 8   | 12  | 20  | 14  | —  | —  | —  | —  | —  |
| 2006–07    | Atlanta Thrashers          | NHL        | 24  | 9   | 6   | 15  | 12  | 4  | 1  | 0  | 1  | 12 |
| 2007–08    | Minnesota Wild             | NHL        | 75  | 13  | 24  | 37  | 30  | 6  | 0  | 0  | 0  | 4  |
| 2008–09    | Minnesota Wild             | NHL        | 79  | 13  | 23  | 36  | 26  | —  | —  | —  | —  | —  |
| 2009–10    | Minnesota Wild             | NHL        | 60  | 13  | 22  | 35  | 28  | —  | —  | —  | —  | —  |
| 2009–10    | Washington Capitals        | NHL        | 17  | 2   | 4   | 6   | 4   | 7  | 0  | 1  | 1  | 4  |
| 2010–11    | Phoenix Coyotes            | NHL        | 82  | 13  | 27  | 40  | 36  | 4  | 0  | 0  | 0  | 2  |
| 2011–12    | Edmonton Oilers            | NHL        | 78  | 4   | 12  | 16  | 32  | —  | —  | —  | —  | —  |
| 2012–13    | Edmonton Oilers            | NHL        | 26  | 0   | 3   | 3   | 10  | —  | —  | —  | —  | —  |
| 2013–14    | Avtomobilist Jekaterinburg | KHL        | 7   | 0   | 0   | 0   | 4   | —  | —  | —  | —  | —  |
| NHL totalt | NHL totalt                 | NHL totalt | 820 | 138 | 220 | 358 | 361 | 41 | 2  | 5  | 7  | 28 |